# Jakob Maurer (Maler)

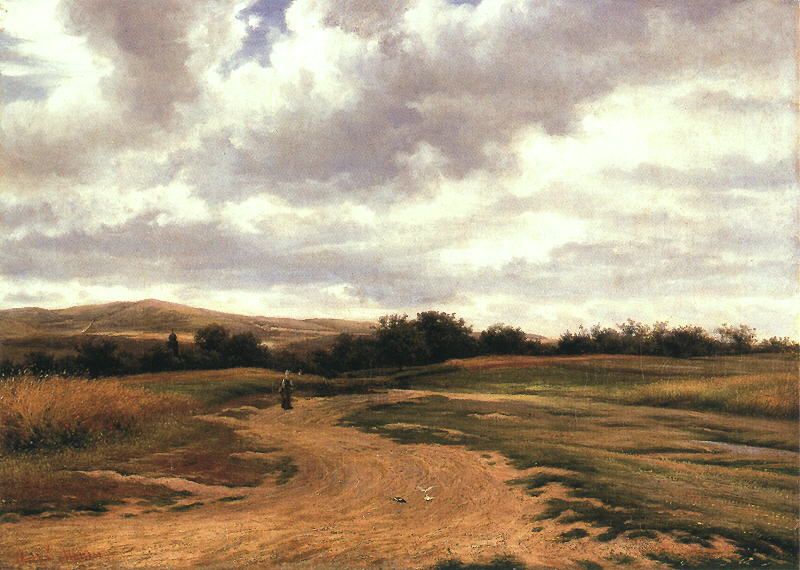
Hessische Landschaft

Jakob Maurer (* 19. Dezember 1826 in Obereschbach; † 2. Mai 1887 in Kronberg im Taunus) war ein deutscher Landschaftsmaler.
Maurer studierte am Städelschen Kunstinstitut und war dort Schüler des Malers Jakob Becker. Auch sein Mitschüler Carl Theodor Reiffenstein beeinflusste seine künstlerische Entwicklung in Frankfurt am Main. Später wechselte Maurer nach Düsseldorf, durch die Düsseldorfer Malerschule ein Zentrum der Malerei-Ausbildung in Europa, und war dort mit Anton Burger Privatschüler von August Weber, dessen Landschaftsmalerei von Johann Wilhelm Schirmer geprägt ist.
Maurer lebte und wirkte in Kronberg und war Mitglied der Kronberger Malerkolonie.
Im Alter von über 60 Jahren starb Jakob Maurer am 2. Mai 1887 in Kronberg.